# Selección de balonmano de Nigeria
La selección nigeriana de balonmano es aquella que participa en competiciones internacionales de balonmano representando a Nigeria.
Dicha selección participó en el Campeonato Mundial de Balonmano Masculino de 1999, donde se finalizó 23º.

## Resultados

### Mundial
- 1999 – 23° lugar[5] (única participación hasta la fecha).

### Campeonato africano
| Edición              | Puesto       |
| -------------------- | ------------ |
| Túnez 1974           | No participó |
| Argelia 1976         | No participó |
| Congo 1979           | 8°           |
| Túnez 1981           | 6°           |
| Egipto 1983          | No participó |
| Túnez 1985           | No participó |
| Marruecos 1987       | No participó |
| Argelia 1989         | No participó |
| Egipto 1991          | No participó |
| Costa de marfil 1992 | No participó |
| Túnez 1994           | No participó |

| Edición        | Puesto       |
| -------------- | ------------ |
| Benín 1996     | 5°           |
| Sudáfrica 1998 | 4°           |
| Argelia 2000   | No clasificó |
| Marruecos 2002 | 7°           |
| Egipto 2004    | No clasificó |
| Túnez 2006     | 10°          |
| Angola 2008    | 6°           |
| Egipto 2010    | 7°           |
| Marruecos 2012 | No clasificó |
| Argelia 2014   | 11°          |
| Egipto 2016    | 10°          |
| Gabón 2018     | 10°          |
| Total          | 10/22        |